# ［(an imitation) blood orange］
『[(an imitation) blood orange]』（アン・イミテーション・ブラッド・オレンジ）は、日本のバンド・Mr.Childrenの17枚目のオリジナルアルバム。2012年11月28日にトイズファクトリーより発売された。

## 背景とリリース
初回限定盤と通常盤の2形態で発売。初回限定盤はミュージックビデオを収録したDVDが付属する。ジャケットは丹下紘希によるもので、拡大したオレンジの表面を背景に、ゴシック体でアルバムタイトルが記されたシンプルなデザインとなっており、12thアルバム『I ♥ U』以来のアクリルケース入りとなった。発売当日には朝日新聞、読売新聞の一面に広告記事が掲載された。
前作『SENSE』から、ベスト・アルバム『Mr.Children 2001-2005<micro>』『Mr.Children 2005-2010<macro>』を経て約2年ぶりに発売されたオリジナルアルバム。前作『SENSE』が発売までに全12曲中2曲しか公開されていなかった事とは対照的に、本作は11曲中8曲が発表済み、あるいは先行タイアップによって公開されていた。前作に引き続き雑誌への取材はほとんど受けなかったものの、テレビ出演は行われた。また、Mr.Childrenのオリジナルアルバムでは6thアルバム『BOLERO』以来収録時間が60分を切っている。
バラードが多く、曲調がスローテンポな楽曲がほとんどを占めている。
ベスト・アルバムに引き続きテッド・ジェンセンがマスタリングを担当している。
桜井和寿が「震災があった時に、自分たちの音楽に対するエゴとか、探求とか、おもしろいことをやるっていうことが罪悪のように思えてたところはあって」、「震災で1回作り手として、自分がやられているところがあったから。みんな言うことだけど、本当に音楽なんかになんの意味があるんだろうと思ったし。……だからこそ、このアルバムは、悲しみとか苦しみを内包しないものにしたいと思ってはいましたね。」と語っているように、全体的に東日本大震災の影響を強く受けたアルバムとなっている。
アルバムタイトルは、桜井がオランジーナを美味しいと感じたことからひらめいたとのこと。桜井は「あとからこじつけで考えれば、甘酸っぱい青春感とかにもつながるし、だけどブラッドという言葉がつくことで、生々しさと、血を流すリアルさを持った甘酸っぱさ、みたいなものがすごく魅力的にも思えたし、Mr.Childrenの音楽がそういうものであれたらいいな、と思った」と語っている。なお、タイトルの“[ ]”には特に意味はないという。
小林武史が全曲プロデュースを担当した最後のオリジナルアルバムであり、その後小林は『REFLECTION』収録曲の一部と2022年発表の「永遠」のみしか参加しておらず、ライブも「SUMMER SONIC 2013」を最後にサポートメンバーを外れている。ただしバンドおよび桜井との関係は続いている。

## チャート成績
初週売上は53.0万枚を記録。オリジナルアルバムの初週売上50万枚突破は、4thアルバム『Atomic Heart』（1994年9月発売・初週85.2万枚）から12作連続となった。累計売上は77.6万枚。
2012年のオリコン年間アルバムランキングでは、集計対象が2週分の売上のみであったが8位にランクインし、オリジナルアルバムでは10thアルバム『IT'S A WONDERFUL WORLD』から7作連続の年間TOP10入りとなった。また、5月にリリースしたベスト・アルバム2枚と合わせて、Mr.Childrenの作品が年間TOP10に3作ランクインした。サウンドスキャン年間チャートではベスト・アルバム2枚とともに上位3位を独占した。

## 収録内容
| 全作詞・作曲: 桜井和寿、全編曲: 小林武史 & Mr.Children。 |                                                      |          |            |      |
| #                                                        | タイトル                                             | 作詞     | 作曲・編曲 | 時間 |
| 1.                                                       | 「hypnosis」(弦編曲：小林武史 & 四家卯大)            | 桜井和寿 | 桜井和寿   | 5:58 |
| 2.                                                       | 「Marshmallow day」(管・弦編曲：小林武史 & 四家卯大) | 桜井和寿 | 桜井和寿   | 4:17 |
| 3.                                                       | 「End of the day」(管・弦編曲：小林武史 & 四家卯大)  | 桜井和寿 | 桜井和寿   | 5:49 |
| 4.                                                       | 「常套句」(弦編曲：小林武史 & 四家卯大)              | 桜井和寿 | 桜井和寿   | 4:05 |
| 5.                                                       | 「pieces」(管・弦編曲：小林武史 & 四家卯大)          | 桜井和寿 | 桜井和寿   | 6:33 |
| 6.                                                       | 「イミテーションの木」                               | 桜井和寿 | 桜井和寿   | 5:03 |
| 7.                                                       | 「かぞえうた」                                       | 桜井和寿 | 桜井和寿   | 4:42 |
| 8.                                                       | 「インマイタウン」                                   | 桜井和寿 | 桜井和寿   | 5:18 |
| 9.                                                       | 「過去と未来と交信する男」                           | 桜井和寿 | 桜井和寿   | 5:22 |
| 10.                                                      | 「Happy Song」(管・弦編曲：小林武史 & 四家卯大)      | 桜井和寿 | 桜井和寿   | 6:05 |
| 11.                                                      | 「祈り 〜涙の軌道」(弦編曲：小林武史 & 四家卯大)     | 桜井和寿 | 桜井和寿   | 5:43 |
| 合計時間:                                                | 合計時間:                                            | 59:00    |            |      |

| #  | タイトル            | 作詞 | 作曲・編曲 | 監督                       |
| -- | ------------------- | ---- | ---------- | -------------------------- |
| 1. | 「hypnosis」        |      |            | 柿本ケンサク               |
| 2. | 「Marshmallow day」 |      |            | 川村真司 & 関和亮 & 高橋圭 |
| 3. | 「常套句」          |      |            | 半崎信朗                   |
| 4. | 「祈り 〜涙の軌道」 |      |            | 伊東玄己                   |

## 楽曲解説
1. hypnosis
  - 4th配信限定シングル。Mr.Childrenのオリジナルアルバムでシングル曲が最初に来るのは初めてである。
2. Marshmallow day
  - 資生堂「MAQuillAGE」CMソング[10]。
  - 仮タイトルは「Beautiful」[7]。
  - 野外音楽イベント『ap bank fes '12 Fund for Japan』で先行披露された。
  - ミュージック・ビデオが制作され、桜井和寿のみが出演している。監督は川村真司と関和亮と高橋圭。
  - ベスト・アルバム『Mr.Children 2011-2015』にも収録された。
3. End of the day
  - 34thシングル表題曲。
4. 常套句
  - フジテレビ系ドラマ『遅咲きのヒマワリ 〜ボクの人生、リニューアル〜』主題歌[11]。
  - 桜井は「極力ありふれた言葉だけで終わらせたい、というのはあった」「曲の構成もできるだけシンプルにした」と語っている。タイトルに関しては、「捻ったというか、苦肉の策というか。ま、照れも半分あるかな。」とのこと[12]。
  - ドームツアー『MR.CHILDREN TOUR POPSAURUS 2012』の5月10日・京セラドーム大阪公演では、制作途中ながら一部が桜井による弾き語りで披露された。
  - 「Marshmallow day」同様、ミュージック・ビデオが制作された[注 1]。監督は半崎信朗で、全編モノクロのアニメーションとなっている。
  - ベスト・アルバム『Mr.Children 2011-2015』にも収録された。
5. pieces
  - 34thシングル表題曲。表記はされていないが、シングルとはミックスやボーカルなどが異なっている。
6. イミテーションの木
  - 仮タイトルは「花るん」[7]。
  - アルバム制作終盤にレコーディングされた楽曲[12]。
7. かぞえうた
  - 3rd配信限定シングル。
  - 配信から約1年8か月を経てCD初収録となり、5th配信限定シングル『REM』に次いでCD音源化までの期間が長い楽曲。
8. インマイタウン
  - 2011年の年末に、レコーディング含め曲が完成したという[12]。
  - 本作発売後に開催されたライブツアー『Mr.Children［(an imitation) blood orange］Tour』では唯一披露されなかった曲である。
9. 過去と未来と交信する男
  - 仮タイトルは「MRB（マイナーロックバンド）」[7]。
  - アルバム制作終盤にレコーディングされた楽曲[12]。
  - 桜井は「震災に対してもの凄く明るい希望を歌ったもの」「震災の心情を一番－芸術とまでは言わないけど、音楽芸術に返還できた曲」と語っている[5]。
10. Happy Song
  - フジテレビ系『めざましテレビ』2012年度テーマソング[13]（2012年4月2日 - 2013年3月29日）。
  - ナオト・インティライミがコーラスで参加している。
11. 祈り 〜涙の軌道
  - 34thシングル表題曲。

## 参加ミュージシャン
- Mr.Children
  - 桜井和寿：Vocal, Guitar
  - 田原健一：Guitar
  - 中川敬輔：Bass
  - 鈴木英哉：Drums
- 小林武史：Keyboards
- 安達練：Computer Programing

| hypnosis - 四家卯大ストリングス：Strings - 四家卯大：Strings - 沖祥子：Strings Marshmallow day - 山本拓夫：Sax - 西村浩二：Trumpet - 中川英二郎：Trombone - 四家卯大ストリングス：Strings - 四家卯大：Strings - 沖祥子：Strings End of the day - 山本拓夫：Sax - 西村浩二：Trumpet - 中川英二郎：Trombone - 四家卯大ストリングス：Strings - 四家卯大：Strings - 沖祥子：Strings - ナオト・インティライミ：Chorus 常套句 - 四家卯大ストリングス：Strings - 四家卯大：Strings - 沖祥子：Strings | pieces - 四家卯大ストリングス：Strings - 四家卯大：Strings - 沖祥子：Strings Happy Song - 山本拓夫：Sax - 西村浩二：Trumpet - 中川英二郎：Trombone - 萩原顕彰：Horn - 四家卯大ストリングス：Strings - 四家卯大：Strings - 沖祥子：Strings - ナオト・インティライミ：Chorus 祈り 〜涙の軌道 - 四家卯大ストリングス：Strings - 四家卯大：Strings - 沖祥子：Strings |

## テレビ出演
『僕らの音楽』では桜井がコブクロの小渕健太郎と対談した。
| 番組名                                                | 日付           | 放送局     | 演奏曲                                            |
| ----------------------------------------------------- | -------------- | ---------- | ------------------------------------------------- |
| Music Lovers                                          | 2012年11月18日 | 日本テレビ | 祈り 〜涙の軌道 hypnosis Marshmallow day          |
| 僕らの音楽                                            | 2012年11月23日 | フジテレビ | Tomorrow never knows Marshmallow day 常套句       |
| 日テレ系音楽の祭典 ベストアーティスト2012             | 2012年11月28日 | 日本テレビ | hypnosis 常套句                                   |
| ミュージックステーション                              | 2012年11月30日 | テレビ朝日 | hypnosis                                          |
| 2012 FNS歌謡祭                                        | 2012年12月5日  | フジテレビ | Marshmallow day 常套句                            |
| SONGS                                                 | 2012年12月15日 | NHK        | 花 -Mémento-Mori- hypnosis Marshmallow day 常套句 |
| ミュージックステーションスペシャル スーパーライブ2012 | 2012年12月21日 | テレビ朝日 | 常套句                                            |

## ライブ映像作品
| 曲名                   | 作品名                                                              |
| ---------------------- | ------------------------------------------------------------------- |
| hypnosis               | →「 hypnosis#ライブ映像作品 」を参照                                |
| Marshmallow day        | Mr.Children［(an imitation) blood orange］Tour                      |
| Marshmallow day        | Mr.Children REFLECTION {Live & Film}                                |
| End of the day         | →「 祈り 〜涙の軌道/End of the day/pieces § ライブ映像作品 」を参照 |
| 常套句                 | MR.CHILDREN TOUR POPSAURUS 2012                                     |
| 常套句                 | Mr.Children［(an imitation) blood orange］Tour                      |
| 常套句                 | miss you LIVE                                                       |
| pieces                 | →「 祈り 〜涙の軌道/End of the day/pieces § ライブ映像作品 」を参照 |
| イミテーションの木     | Mr.Children [(an imitation) blood orange] Tour                      |
| かぞえうた             | →「 かぞえうた#ライブ映像作品 」を参照                              |
| 過去と未来と交信する男 | Mr.Children [(an imitation) blood orange] Tour                      |
| Happy Song             | Mr.Children [(an imitation) blood orange] Tour                      |
| 祈り 〜涙の軌道        | →「 祈り 〜涙の軌道/End of the day/pieces § ライブ映像作品 」を参照 |